# Simitrius
Simitrius (auch: Symmetrius) († 159 in Rom) war ein christlicher Märtyrer und Heiliger.
Der Legende zufolge war Simitrius ein Priester, der unter Kaiser Antoninus Pius gemeinsam mit 22 Gefährten gefangen genommen und ohne Prozess hingerichtet worden sei, als sie sich zum Gebet im Titulus der Hl. Praxedis versammeln wollten.
Gedenktag des Simitrius ist der 26. Mai.